# Kina Tetsuhiro
Tetsuhiro Kina (sinh ngày 10 tháng 12 năm 1976) là một cầu thủ bóng đá người Nhật Bản.

## Sự nghiệp câu lạc bộ
Tetsuhiro Kina đã từng chơi cho Nagoya Grampus Eight, FC Tokyo, Omiya Ardija, Avispa Fukuoka, Tokyo Verdy và Roasso Kumamoto.